# Baile de la Ópera (París)

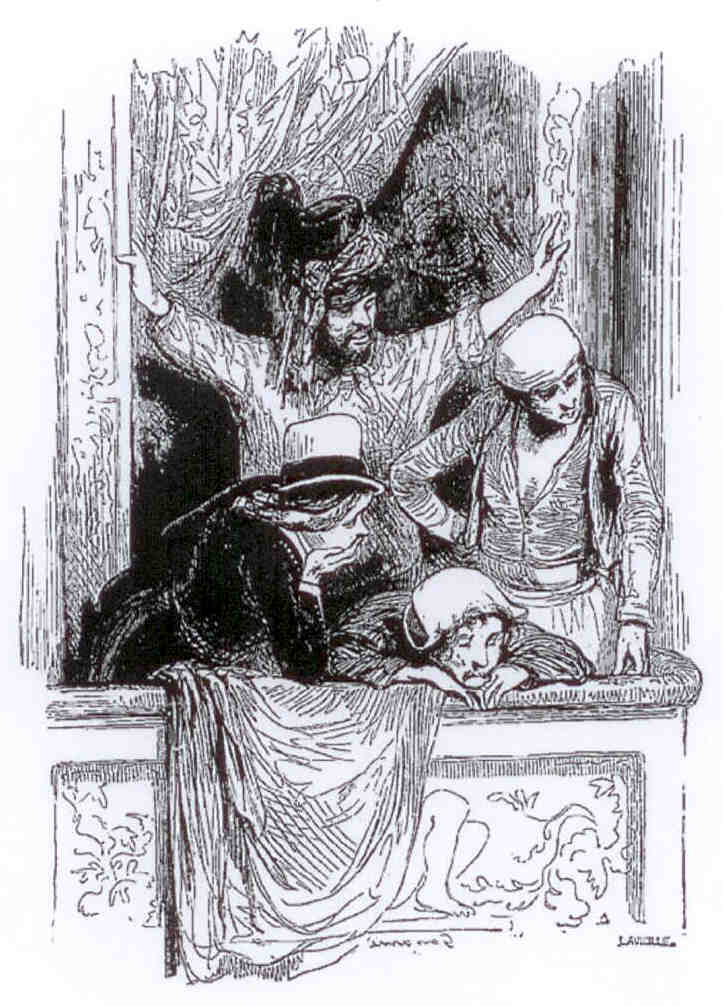
El palco del baile de la Opéra en 1840, por Gavarni.

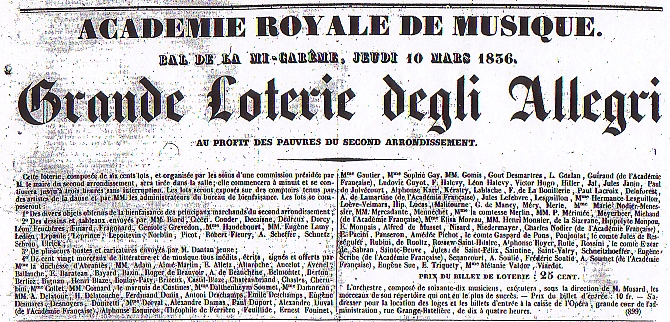
Anuncio del baile de la Ópera dado por Philippe Musard para la Mi-Carême de 1836.

El baile de la Ópera (en francés: Bal de l'Opéra) fue el más famoso de todos los bailes del Carnaval de París y uno de sus eventos principales, con la Promenade de Masques y las grandes procesiones centrales de la Promenade du Bœuf Gras el Martes de Carnaval, la fiesta de las lavanderas (Fête des Blanchisseuses) o Mi-Carême a mediados de la Cuaresma y, durante unas décadas a mediados del siglo XIX también el descenso de la Courtille.

## Historia del baile de la Ópéra

### sigloXVIII
Establecido durante la Regencia por una real orden del 31 de diciembre de 1715, su primera edición tuvo lugar el 2 de enero de 1716. Se desarrollaba durante el período de Carnaval, con dos bailes por semana que comenzaban a medianoche. Al principio era un baile de máscaras. María Antonieta habría ido a uno de ellos de incógnito con su futuro cuñado, el conde de Artois.
María Luisa Isabel de Orleans, duquesa de Berry, la hija menor del Regente, contribuyó a la moda de los bailes de Carnaval en la Ópera. Oficialmente todavía de luto por la muerte del rey Sol, la señora de Berry, apareció sin embargo en el baile de la Ópera, el 4 de enero de 1716. Enmascarada, desbordante de sensualidad, en un magnífico vestido que realzaba la belleza de su pecho y de sus carnes firmes, mientras disimulaba sus redondeces y las partes gruesas de su cuerpo apetitoso, la joven viuda —su marido, Carlos de Francia había muerto el 5 de mayo de 1714— bailaba y se entretenía desvergonzadamente, desafiando las costumbres austeras del comisario estatal de Francia.
La Gazette de la Régence informaba del insulto que Madame de Berry recibió en el baile de la Ópera en enero de 1717: «Un oficial ebrio que no la conocía debajo de la máscara, acercándose a ella, le dijo que tenía un buen par de pezones y le preguntó si estaban en venta; la princesa le dijo: — ¿Me conoces, máscara? — Sí, te conozco. — ¿Y quién soy? — La puta más grande de París.» El imprudente logró desaparecer. Ansiosa por los placeres y las representaciones, la escandalosa hija del Regente asistía a las fiestas de carnaval todos los años, desafiando toda moralidad. El domingo 19 de febrero de 1719, se quedó en el baile de la Ópera hasta las cuatro de la mañana y volvió allí el Mardi Gras (21 de febrero) a pesar de hallarse muy encinta.

### Siglos XIX – XX

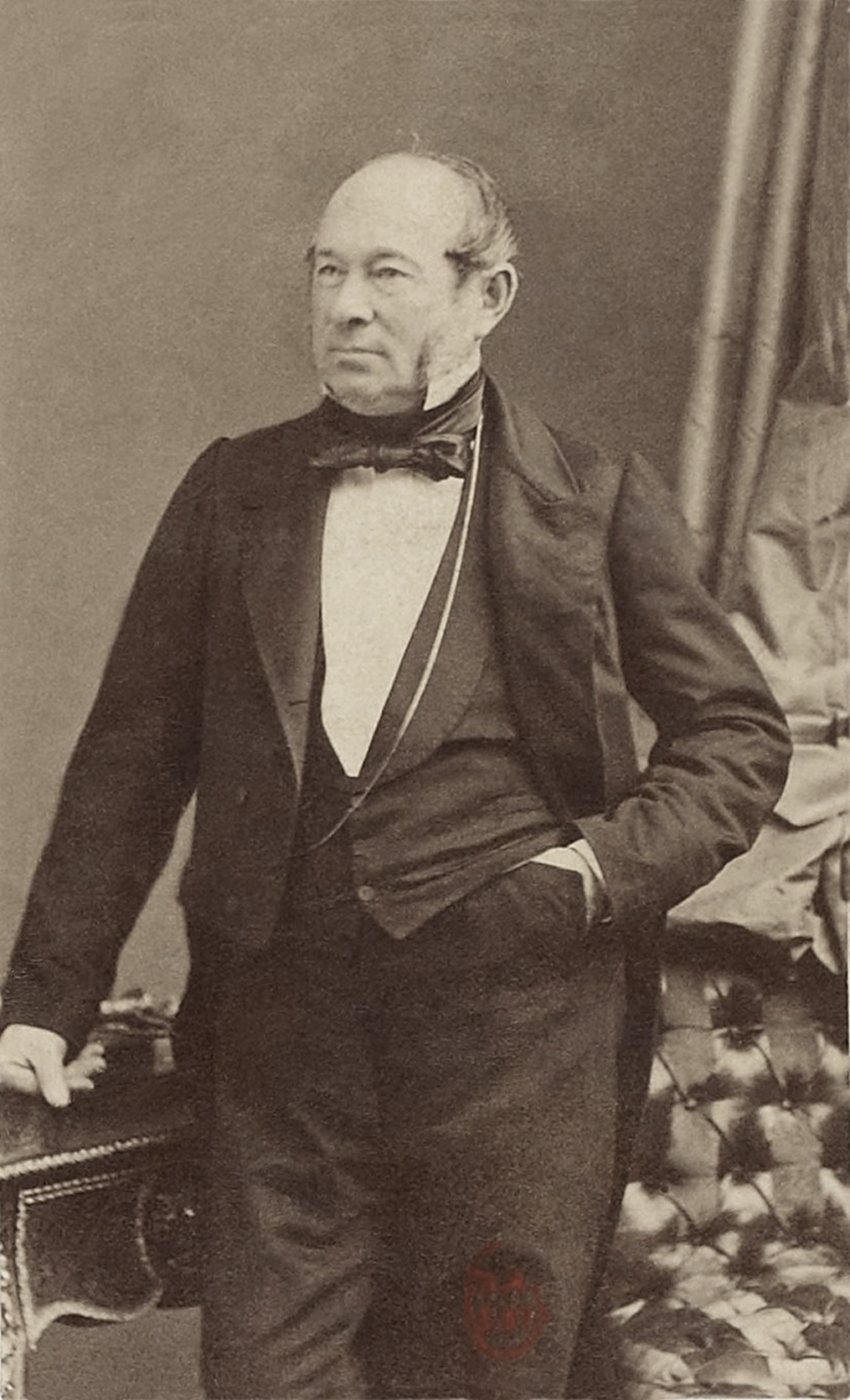
Isaac Strauss, 1875.

Baile de máscaras en la ópera de Édouard Manet en 1873.

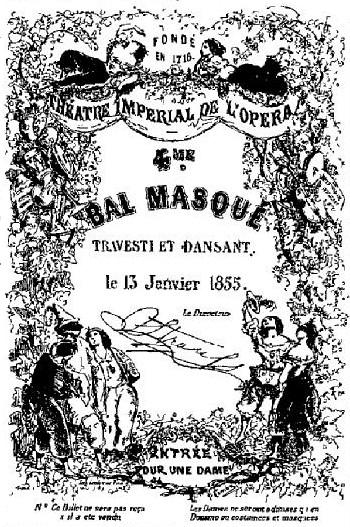
Billete de entrada al Baile de la Ópera de 1855.

Al comienzo del siglo XIX, la policía de París consideraba la cantidad de los ingresos del baile de la Ópera como un índice significativo del estado de salud del Carnaval de París.
El baile se llevó a cabo sucesivamente, en el teatro de la Ópera en la calle de Richelieu (hasta 1820), en la sala de Louvois (1820-1821), en la Opéra Le Peletier (de 1821-1873) y en la Opera Garnier (desde 1875 hasta 1903).
En 1835, Philippe Musard, conocido como «Napoleon Musard, el rey de la cuadrilla», relanzó el baile de la Ópera con una orquesta de 90 músicos y melodías de moda o excéntricas.
Según algunos, fue allí donde alrededor de 1840 Philippe Musard lanzó el cancán o coincoin, danza considerada «lasciva» por las autoridades (se practicaba en un momento en que las mujeres usaban pololos con una abertura vertical en la entrepierna, culottes fendues). En 1854, Isaac Strauss fue nombrado director de orquesta de los bailes de la Ópera, en sustitución de Philippe Musard.
El baile de la Ópera decimonónico fue ilustrado en dibujos de Cham, Daumier, Gustave Doré y Gavarni, que esbozan los disfraces de los participantes y los eventos que tenían lugar durante el festival.
El baile de la Ópera todavía existía en 1927, pero finalmente desapareció a finales de la década de 1920. El piso desmontable que servía de pista a los bailarines había alcanzado un estado de gran decrepitud y se estaba volviendo inservible, incluso peligroso. La administración de la Ópera no quiso reemplazarlo.

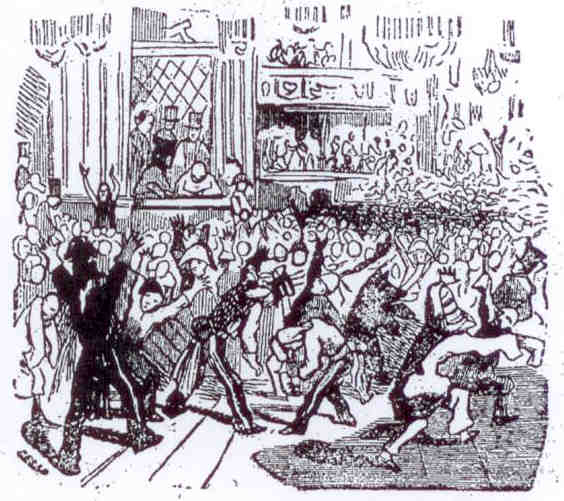
El baile de la Ópera, caricatura de Cham (1850)
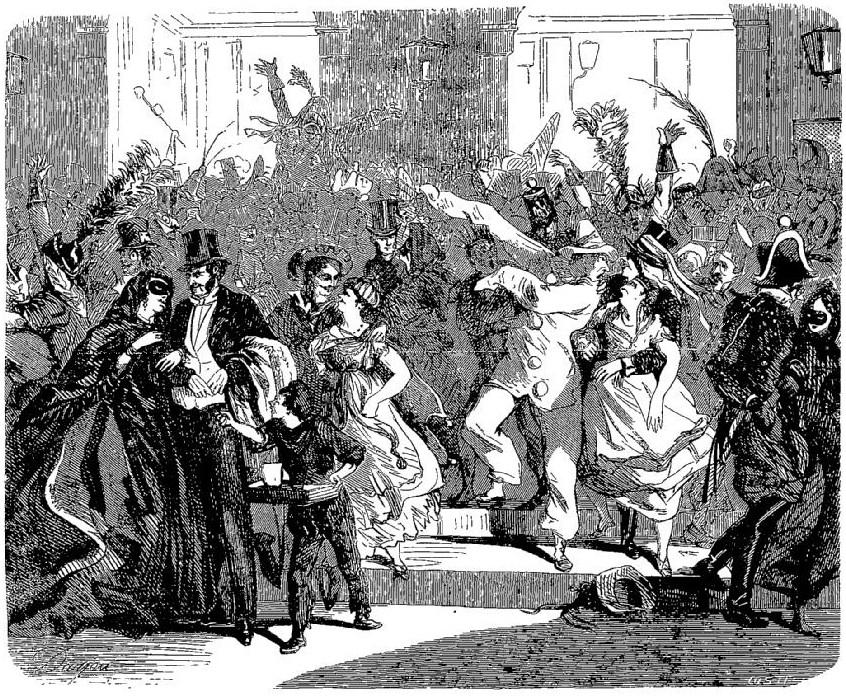
La salida del baile de máscaras de la Ópera en 1860
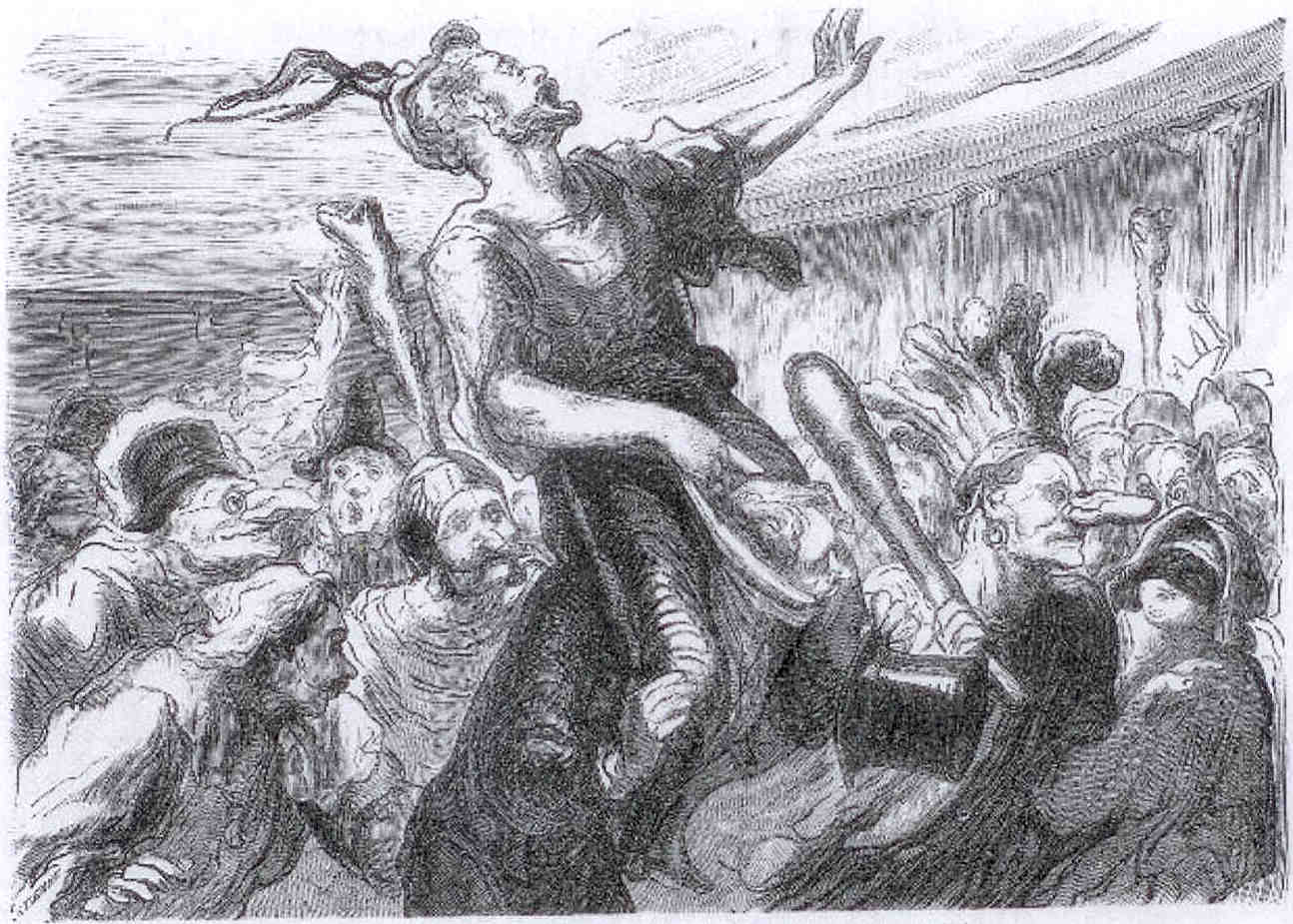
Desfile grotesco de la celebre société festive et carnavalesque de los Flambards en el baile de la Ópera dado en la Mi-Carême de 1868, vista por Daumier
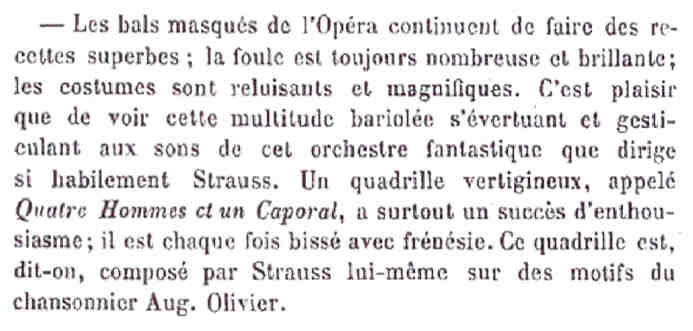
Ecos de los bailes de mascaras de la Ópera en 1863, danzando al son de la musique festive de danses de Paris au XIXe siècle

### Anuncio del baile de la Ópera en 1895
Le Gaulois escribía el 20 de enero de 1895:

Las puertas de la Ópera abrirán el sábado próximo 26 de enero, a las diez y media precisas, para el primer baile.
 A la una de la madrugada, el «Bucentauro», bellamente decorado, hará su entrada en la sala, teniendo a bordo a doce de las jóvenes mujeres más bellas de París y a los tañedores de mandolina veneciana. Es desde el «Bucentauro» desde donde se dará la señal de la batalla de las flores.
 Recordamos a este fin que el uso de confeti está absolutamente prohibido este año en la Ópera.
Les portes de l'Opéra ouvriront samedi prochain 26 janvier, à dix heures et demie précises, pour le premier bal.
À une heure du matin, le « Bucentaure », magnifiquement décoré, fera son entrée dans la salle, ayant à son bord douze des plus jolies femmes de Paris et les joueurs de mandoline vénitiens. C'est du « Bucentaure » que sera donné le signal de la bataille de fleurs.
Rappelons à ce propos que l'usage des confetti est absolument défendu cette année à l'Opéra.

### El baile de la Ópera en 1897
El periódico La Patrie escribía el 2 de marzo de 1897:

La Ópera había retomado, anoche, su animación carnavalesca de los mejores días.
 El gran veglione había atraído a una multitud de elegantes máscaras de todos los colores y formas que asaltaron alegremente hasta las cinco de la mañana.
 Imposible decir ahora que el Carnaval se muere. El Carnaval revive más vigoroso que nunca.
 La resurrección del Bœuf-Gras no es ajena a esta avalancha de locura que va a poner hoy nuestros bulevares al revés.
 El Carnaval es de nuevo la gran fiesta popular de antaño; aún más, porque nunca la multitud fue tan compacta como el año pasado, y no lo habrá sido este año.
L'Opéra avait repris, la nuit dernière, son animation carnavalesque des meilleurs jours.
Le grand veglione avait attiré une foule d'élégants masques de toute couleur et de toute forme qui a fait assaut de gaieté jusqu'à cinq heures du matin.
Impossible de dire désormais que le Carnaval se meurt. Le Carnaval revit plus vigoureux que jamais.
La résurrection du  Bœuf-Gras  n'est pas étrangère à ce regain de folie qui va mettre aujourd'hui nos boulevards sens dessus dessous.
Le Carnaval est redevenu la grande fête populaire d'antan ; plus même, car jamais la foule ne fut si compacte que l'an dernier et ne l'aura été que cette année.